# KrAZ-6443
Der Lastkraftwagen KrAZ-6443 (ukrainisch КрАЗ-6443) ist eine schwere dreiachsige Zugmaschine des ukrainischen Fahrzeugherstellers KrAZ, die seit 1992 in Serie produziert wird. Die Antriebsformel ist (6×6), es werden also alle Achsen des Fahrzeugs angetrieben. Unter dem Namen KrAZ-64431 wird ein nahezu baugleiches Fahrzeug ohne Allradantrieb gefertigt.

## Modellvarianten

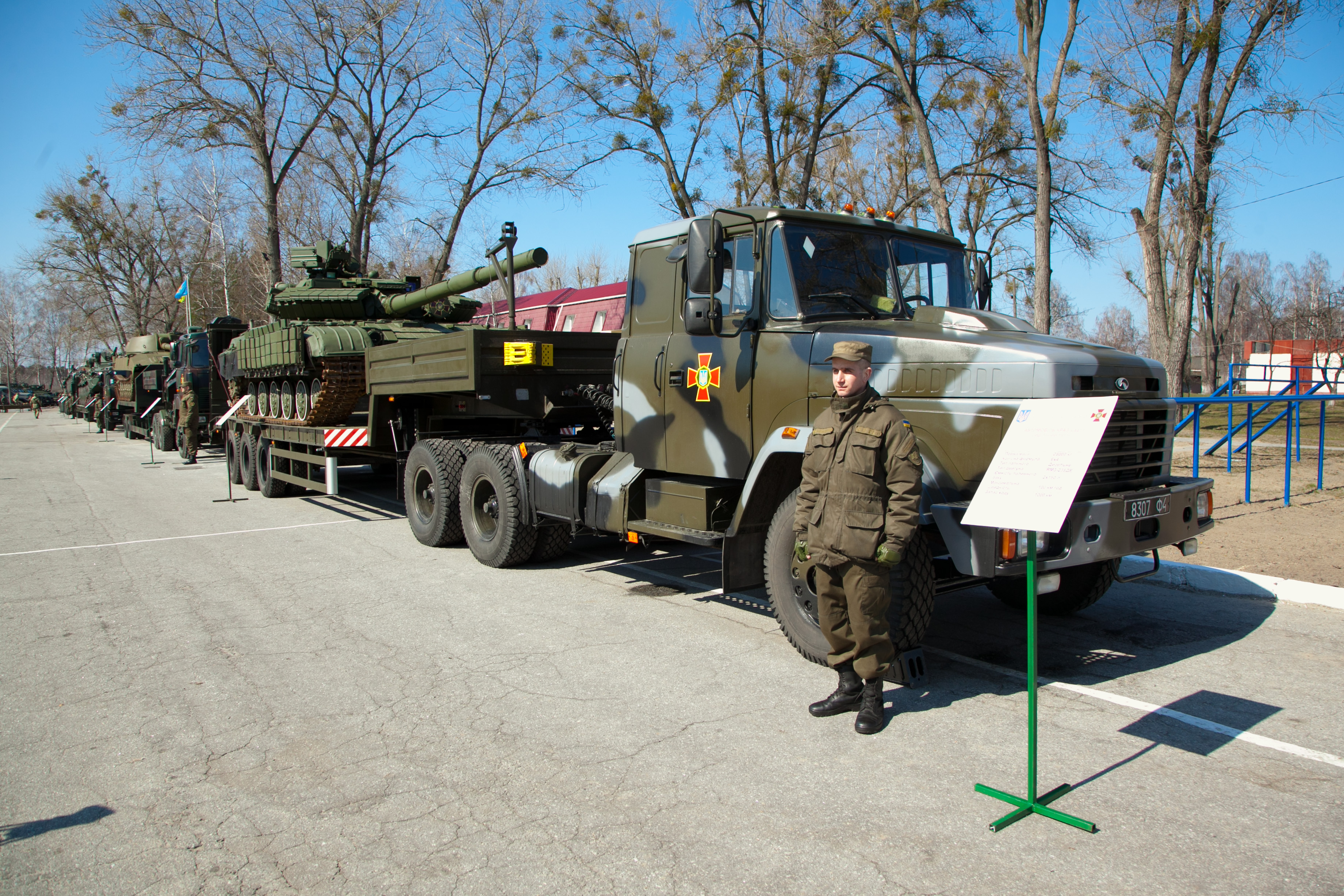
Ein KrAZ-6443 der Ukrainischen Nationalgarde (2016)

- Der KrAZ-644321 war ein Prototyp des neuen Fahrzeugs und wurde 1989 hergestellt.
- Die Zugmaschine KrAZ-6443 ist das Grundmodell und wird seit 1992 in Serie produziert. Der Antrieb der Vorderachse lässt sich zuschalten, womit sie zum vollwertigen Allradfahrzeug wird. Das Fahrzeug ist wie alle anderen auch nicht für schweres Gelände ausgelegt. Der Hersteller verweist darauf, dass es zum Befahren von öffentlichen Straßen konstruiert wurde, wozu auch Wege ohne feste Fahrbahndecke gehören.
- Die Zugmaschine KrAZ-64431 wird seit 1994 in Serie gebaut und hat keinen Allradantrieb. Nur die beiden hinteren Achsen sind angetrieben (6×4). Auch die zulässige Gesamtmasse des Aufliegers ist deutlich geringer als beim Modell KrAZ-6443.
- Der KrAZ-6510 ist ein ähnliches Fahrzeug, wird aber nach Tradition unter anderer Typenbezeichnung geführt, da es sich um einen Kipper und keine Sattelzugmaschine handelt.

## Technische Daten
Die Daten beziehen sich auf das Grundmodell KrAZ-6443 mit Allradantrieb. Abweichende Werte des KrAZ-64431 ohne Allradantrieb sind in Klammern dahinter angegeben.
- Motor: Achtzylinder-Dieselmotor
- Motortyp: JaMZ-238DE2
- Hubraum: 14,86 l
- Leistung: 330 PS (243 kW)
- Getriebe: JaMZ-2381 (8 Gänge)
- Kupplung: Einscheiben-Trockenkupplung JaMZ-138
- Treibstoffverbrauch: 60 l/100 km (48 l/100 km) (bei zulässigem Gesamtgewicht)
- Tankinhalt: 2 × 250 l Dieselkraftstoff
- Maximal befahrbare Steigung: 18°
- Wendekreis (gemessen am Vorderrad): 27 m
- Antriebsformel: 6×6 (6×4)
- Höchstgeschwindigkeit: 75 km/h (90 km/h)

Abmessungen
- Länge: 7550 mm
- Breite: 2500 mm
- Höhe: 2990 mm (2770 mm) (jeweils bei voller Beladung)
- Spur (vorne): 1838 mm
- Spur (hinten): 2070 mm (2000 mm)
- Bodenfreiheit: 300 mm (290 mm)
- Radstand: 4080 mm + 1400 mm
- Höhe der Sattelkupplung: 1420 mm
- Reifendimension: 12.00R20

Gewichte
- Maximales Gewicht des Aufliegers: 48.000 kg (32.300 kg)
- Leergewicht: 10.900 kg (10.000 kg)
- Zulässiges Gesamtgewicht (nur Zugmaschine): 28.000 kg
- Zulässiges Gesamtgewicht Sattelzug: 59.000 kg (42.300 kg)
- Technisch zulässige Last auf der Sattelkupplung: 20.000 kg